# توني ريديس
توني ريديس (بالإنجليزية: Tony Reedus)‏ هو عازف جاز أمريكي، ولد في 22 سبتمبر 1959 في ممفيس في الولايات المتحدة، وتوفي في 16 نوفمبر 2008 في نيويورك في الولايات المتحدة.

## وصلات خارجية
- توني ريديس على موقع ميوزك برينز (الإنجليزية)
- توني ريديس على موقع أول ميوزيك (الإنجليزية)
- توني ريديس على موقع ديسكوغز (الإنجليزية)